# Charles Hercules Read
Charles Hercules Read, né le 6 juillet 1857 et mort le 11 février 1929, est un archéologue et conservateur britannique qui devient conservateur des antiquités et de l'ethnographie britanniques et médiévales au British Museum et président de la Society of Antiquaries of London, à la suite de son mentor Augustus Wollaston Franks dans le premier poste en 1896, et dans le second de 1908 à 1914 et de nouveau de 1919 à 1924, après avoir été secrétaire depuis 1892. Il commence ses mandats en tant que président du Royal Anthropological Institute de Grande-Bretagne et d'Irlande en 1899 et 1917. Il est fait chevalier en 1912 et prend sa retraite du British Museum en 1921. Il laisse généralement tomber le « Charles » dans son nom, surtout après être fait chevalier, mais pas systématiquement. "Un homme d'apparence belle et même frappante", il est une figure majeure de la conservation des musées britanniques à son époque, bien qu'il ait publié relativement peu.

## Carrière
Read fait ses études dans le privé, sans diplôme universitaire avant de recevoir un doctorat honorifique de l'Université d'Édimbourg en 1908. Son premier emploi dans un musée est celui de secrétaire d'un conservateur principal au South Kensington Museum, aujourd'hui le Victoria and Albert Museum, où il fait la connaissance de Franks. Franks l'a ensuite utilisé pour travailler à l'enregistrement de l'importante collection d'art de la période glaciaire, d'ethnographie et d'autres objets d'Henry Christy, qui sont alors conservés dans un appartement de Victoria Street, et dont Franks est l'administrateur. Une grande partie de la collection s'est retrouvée au British Museum selon les termes du testament de Christy. En 1880, il rejoint le British Museum lui-même en tant qu'assistant de Frank et se marie la même année.
En tant que conservateur, il est chargé de lancer la publication de catalogues, de guides, de livres et de brochures destinés à faire connaître les collections à un public plus large. Il employe Thomas Athol Joyce, diplômé d'Oxford, comme assistant en 1903. À son époque, le département « Antiquités et ethnographie britanniques et médiévales » comprend encore des domaines qui sont ensuite divisés, tels que l'ethnographie et les collections « orientales » au-delà de l'Égypte et du Proche-Orient, ainsi que d'autres qui ne sont pas évidemment couverts par son titre, notamment Céramiques et verres occidentaux de toutes dates et objets européens post-médiévaux. À sa retraite, cet empire tentaculaire commence à être divisé. Read se distingue par ses connaissances dans ce vaste éventail, plutôt que par sa spécialisation dans des domaines particuliers. Comme Franks, il est populaire auprès des grands collectionneurs, contribuant à orienter plusieurs dons importants au musée, de la part de J. Pierpont Morgan entre autres.
Une excursion rare dans les fouilles archéologiques est sa supervision des fouilles du cimetière royal anglo-saxon de Highdown Hill dans le Sussex dans les années 1890, qui, même selon les normes de cette époque, n'est pas un modèle de meilleure pratique. Un épisode malheureux est son conseil au Ashmolean Museum d'Oxford de refuser le prêt de la broche anglo-saxonne Fuller, qu'il croyait à tort être un faux moderne ; après son époque, il est acheté par le British Museum.

## Mort
Sa santé se détériore après sa retraite et il passe les hivers sur la Riviera, mourant à Rapallo, en Italie, le 11 février 1929. Il est enterré au Cimitero Urbano.

## Publications
- Read, Charles Hercules, & Dalton, Ormonde Maddock, Antiquities from the city of Benin and from other parts of West Africa in the British Museum, London, British Museum, 1899 (lire en ligne)
- The Waddesdon Bequest: Catalogue of the Works of Art bequeathed to the British Museum by Baron Ferdinand Rothschild, M.P., 1898, 1902, British Museum, Fully available on the Internet archive The catalogue numbers here are still used, and may be searched for on the BM website as "WB.1" etc.
- The Royal Gold Cup of the Kings of France and England, now preserved in the British Museum. Vetusta Monumenta Volume 7, part 3, 1904, the first publication of the Royal Gold Cup